# Yandong (köping i Kina, Jiangsu)
Yandong (kinesiska: 盐东, 盐东镇) är en köping i Kina. Den ligger i provinsen Jiangsu, i den östra delen av landet, omkring 210 kilometer nordost om provinshuvudstaden Nanjing. Antalet invånare är 44352. Befolkningen består av 22 089 kvinnor och 22 263 män. Barn under 15 år utgör 12,0 %, vuxna 15-64 år 74 %, och äldre över 65 år 13,0 %.
Genomsnittlig årsnederbörd är 985 millimeter. Den regnigaste månaden är juli, med i genomsnitt 237 mm nederbörd, och den torraste är januari, med 21 mm nederbörd.